# Hiroshi Inagaki
Hiroshi Inagaki (jap. 稲垣浩 Inagaki Hiroshi; ur. 30 grudnia 1905 w Tokio, zm. 21 maja 1980 tamże) – japoński reżyser filmowy. Jeden z najważniejszych twórców kina japońskiego, specjalizował się w realizacji pełnych rozmachu filmów historycznych i tzw. kina samurajskiego.

## Życiorys
Był jednym z czterech japońskich reżyserów, których filmy nagrodzono Oscarem dla najlepszego filmu nieanglojęzycznego. Nagrodzonym filmem Inagakiego był Samuraj (1954) z Toshirō Mifune w roli głównej, który był gwiazdą większości najważniejszych filmów reżysera. Obraz był pierwszą częścią tzw. trylogii samurajskiej; później powstały jeszcze Samurai II: Duel at Ichijoji Temple (1955) i Samurai III: Duel on Ganryu Island (1956).
Kolejnym światowym sukcesem Inagakiego był film Ryksiarz (1958), nagrodzony Złotym Lwem na 19. MFF w Wenecji.
W latach 70. Inagaki przestał kręcić filmy, gdyż japońska wytwórnia Toho uznała, że jest już za stary, a produkcja jego filmów jest zbyt kosztowna. Inagaki popadł w depresję i alkoholizm. Zmarł w osamotnieniu po kolejnej alkoholowej zapaści.

## Filmografia
- Piraci (1951)
- Miecz do wynajęcia (1952)
- Samuraj (1954)
- Samurai II: Duel at Ichijoji Temple (1955)
- Samurai III: Duel on Ganryu Island (1956)
- Ryksiarz (1958)
- Czas bogów (1959)
- 47 wiernych samurajów (1962)
- Samurajskie chorągwie (1969)
- Zasadzka (1970)